# Reprise (boxe)
Pour les articles homonymes, voir Reprise (homonymie).
Reprise ou round désigne en boxe anglaise, et plus généralement dans les sports de combat, une période au cours de laquelle les combattants s'affrontent sur un ring.

## Création
Les règles du Marquis de Queensberry, rédigées en 1865 et progressivement généralisées à la fin du XIXe siècle, précisent que les combats doivent se dérouler en reprises de trois minutes espacées d'un temps de repos de une minute. 

## Évolutions
Le nombre de reprises a par ailleurs beaucoup varié au cours du temps. De nos jours, les boxeurs professionnels s'affrontent en 4 rounds de 3 minutes (pour les novices) et jusqu'à 12 rounds de 3 minutes lorsqu'un titre est en jeu. 
Cette règle est différente pour la boxe anglaise féminine (les combats de championnats professionnels étant par exemple prévus en 10 reprises de 2 minutes) et en boxe amateur (2 fois 4 minutes ou 3 fois 3 minutes).